# Séméac
Séméac település Franciaországban, Hautes-Pyrénées megyében. Lakosainak száma 5202 fő (2022. január 1.). Séméac Aureilhan, Barbazan-Debat, Sarrouilles, Soues és Tarbes községekkel határos.

## Népesség
A település népessége az elmúlt években az alábbi módon változott:
| Lakosok száma | 4713 | 4893 | 5030 | 4926 | 5005 | 5085 | 5165 | 5161 | 5202 |
|               | 2013 | 2015 | 2016 | 2017 | 2018 | 2019 | 2020 | 2021 | 2022 |